# Тростянка (Ніжинський район)
Тростя́нка — село в Україні, у Височанській сільській громаді Ніжинського району Чернігівської області. Населення — 622 осіб (2012 рік).

## Географія
Село розташоване на північному сході району, за 65 км від районного центру — міста Ніжин (автошляхами — близько 75 км та за 10 км від залізничної станції Доч. Висота над рівнем моря — 133 м.

## Історія

### Найдавніші часи
Населений пункт на місці сучасної Тростянки виник на “городищі”, тобто на залишках якогось стародавнього укріпленого поселення, назва якого невідома. Він почав називатися Тростянкою у другій половині XVIII ст. 
Стародавнє поселення було розташоване на північ від колись повноводної річки Доч. Ця водойма захищала поселення від ? з півдня. Найближчими до нього містами були Бахмач і Всеволож (зараз село Сиволож). Ці міста згадуються в писемних джерелах давньоруського часу. До числа і до часу існування подібних міст можна віднести і попередника села Тростянка.

### Козацькі часи
У козацькі часи Тростянка увійшла до складу Батуринської сотні. За матеріалами Слідства про маєтності Ніжинського полку (1729-1730), у часи Іван Самойлович село належало Батуринській ратуші. Гетьман Іван Мазепа віддав його на ранг полковнику Дмитро Чечель. Гетьман Іван Скоропадський у 1709 передав його вдові полковника Пашковського.
Мав у Тростянці свої володіння і гетьман Кирило Розумовський.
За даними Генерального опису у 1760-х роках у селі Тростянка була одна церква, в ім'я Архистратига Михаїла, 78 козацьких і 6 селянських дворів. Селяни належали бунчуковому товаришу Михайлу Митлашевському.
У селі перед Російською революцією 1917 було близько 300 дворів. 300 га найкращої землі належало поміщикові Метельському. В селі Тростянка була його економія,якою керував управитель, а сам поміщик жив у селі Нові Млини. Крім Метельського, у селі жив дворянин Кордюк, що мав більше 50 га землі. Великим землевласником був священник Бетонов (24 га). В користуванні ж селян було по 1,5-2 га.

### Революційні події 1917-1921 рр.
Населення хвилювалося, велись розмови про те, щоб пограбувати економію Метельського. Виділявся своєю активністю Павленко Семен Максимович,але він на щастя не зумів підняти і організувати людей села і все залишилось по-старому. Після революції в селі жила вчителька Лосіна Ольга Володимирівна, яка займалася революційною діяльністю, проте піп Бетонов видав її поліції. Вчителька в село більше не поверталася. В роки Української революції в 1919 році для боротьби з військами Денікіна був організований партизанський загін,який діяв в районі сіл Прачі, Галайбино. Першими організаторами партизанського загону були Забула Сільвестер Степанович і Леміш Леонтій Оксентійович. Учасниками партизанського загону були: Прощенко Назар Феофанович, Прощенко Іван Тимофійович, Леміш Гаврило Кирилович та інші. Загін діяв протягом 1,5 місяця, пізніше приєднався до регулярних військ чи то українських чи російських?
В селі Тростянка до 1917 року була одна школа з трьохкласним навчанням. Учнів навчала одна вчителька.

### Примусова колективізація та Голодомор 1932-1933 рр.
Внаслідок політики примусової колективізації селян та сталінського геноциду українців в селі Тростянка в 1933 році померли з голоду щонайменше шестеро осіб: Матяш Охрім Йосипович, Опанасенко Михайло Григорович, Щербина Іван Пилипович, Ярохно Кирило Микитович, Ярохно Марина Михайлівна та Ярохно Марія Михайлівна.
Навесні 1934 року в селі організувалось три колгоспи: ”Нове життя”, ”П’ятнадцятиріччя Жовтня” і колгосп ім. Ворошилова. Також в цьому році в селі з’явились трактори та інші сільськогосподарські машини. А в 1951 р. відбулось об’єднання цих трьох господарств в один великий колгосп, що став називатись "ім. Калініна".

### Друга світова війна і повоєнна відбудова
420 жителів Тростянки брали участь у Другій світовій війні, 203 з них — загинули, 148 — нагороджені орденами і медалями СРСР. На честь воїнів-односельців, полеглих у боротьбі за свободу і незалежність Батьківщини, у селі споруджено обеліск Слави.
У повоєнний період в селі знаходилася центральна садиба колгоспу імені Крупської, за яким було закріплено 3336 гектарів сільськогосподарських угідь, у тому числі 2636 га орної землі. Господарство вирощувало зернові культури, картоплю, льон, займалося м'ясо-молочним тваринництвом.
Після Радянсько-Німецької війни в селі стала працювати восьмирічна школа і вечірня школа колгоспної молоді.

### 21 століття
21 листопада 2005 року в селі відбулося відкриття і освячення новозбудованої церкви.
12 червня 2020 року, відповідно до розпорядження Кабінету Міністрів України № 730-р «Про визначення адміністративних центрів та затвердження територій територіальних громад Чернігівської області», увійшло до складу Височанської сільської громади.
19 липня 2020 року, в результаті адміністративно-територіальної реформи, і ліквідації Борзнянського району, увійшло до складу новоутвореного Ніжинського району.

## Інфраструктура
У селі до 2016 року працювала дев'ятирічна школа. Є будинок культури, сільська рада, бібліотека, фельдшерсько-акушерський пункт, магазин та відділення зв'язку.